# Dessauer Marsch

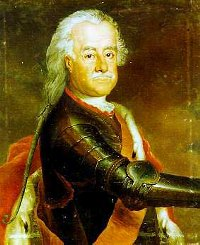
Leopold I. von Anhalt-Dessau

Der Dessauer Marsch, auch Alter Dessauer (Armeemarsch I, 1b), ist ein langsamer Infanteriemarsch.
Es wird vermutet, dass er ursprünglich aus Italien stammt. Leopold I. von Anhalt-Dessau soll nach der Schlacht bei Cassano 1705 die Melodie eines Volksliedes vorgespielt worden sein, welche ihm so gut gefiel, dass er sie ständig hören wollte. Bereits bei der Schlacht bei Turin ein Jahr später soll der Marsch bei seinem Einzug in die Stadt gespielt worden sein. Der Dessauer zeichnet sich durch ausgefeilte Trompetensoli aus. Bis zum Ersten Weltkrieg war er der Präsentiermarsch des Infanterie-Regiments Fürst Leopold von Anhalt-Dessau Nr. 26.